# Précaire
Pour les articles homonymes, voir Précarité.
Au Moyen Âge, la précaire est une terre concédée en bénéfice par un supérieur à un inférieur (un vassal par exemple), à la demande (« prière ») expresse de cet inférieur. Le contrat est établi pour une durée limitée et cesse à la mort du bénéficiaire, ou de ses proches (épouse, enfants).
Ce type de contrat a notamment été utilisé entre le IXe siècle et le XIe siècle par les monastères, qui mettaient une tenure à la disposition d'un laïc, qui abandonnait en échange une partie de ses biens, et s'acquittait chaque année d'un cens recognitif.
Sous Charles Martel, des terres ecclésiastiques sont distribuées aux leudes, à la demande du roi, pour s'assurer leur soutien. Les historiens, qui parlent alors de precaria in verbo regis y voient le début de la féodalité en France.

## Sens contemporain
Par extension, le terme de précaire, appliqué comme adjectif, notamment toujours aux contrats, est synonyme de fragilité, d'instabilité, d'incertitude.